# Château d'Aubigny (Calvados)
Pour les articles homonymes, voir château d’Aubigny.
Le château d'Aubigny est une demeure, du XVIe siècle, qui se dresse sur le territoire de la commune française d'Aubigny dans le département du Calvados, en région Normandie. Centre de la seigneurie d'Aubigny, l'édifice est partiellement classé au titre des monuments historiques.

## Localisation
Le château est situé à 300 m au sud du bourg d'Aubigny, dans le département français du Calvados.

## Historique
Parmi les seigneurs d'Aubigny ont relève notamment Raven II de Morell-d'Aubigny († 1625), ainsi que Jules Marc Antoine de Morell-d'Aubigny († 1786), qui ont leurs statues orantes dans l'église voisine de Notre-Dame-de-la-Visitation.

## Description
L’ordonnance de ses façades est rehaussée par de discrètes sculptures Renaissance.
À 80 mètres du château reconstruit, vestiges fossoyés du château médiéval.

## Protection
Le château et ses dépendances (chapelle, pigeonnier, bretèches, communs), les douves qui entourent le château et les allées de hêtres conduisant de la route de Caen au château sont classés au titre des monuments historiques par arrêté du 30 avril 1948.

## Visite
Le château n'est pas ouvert à la visite.

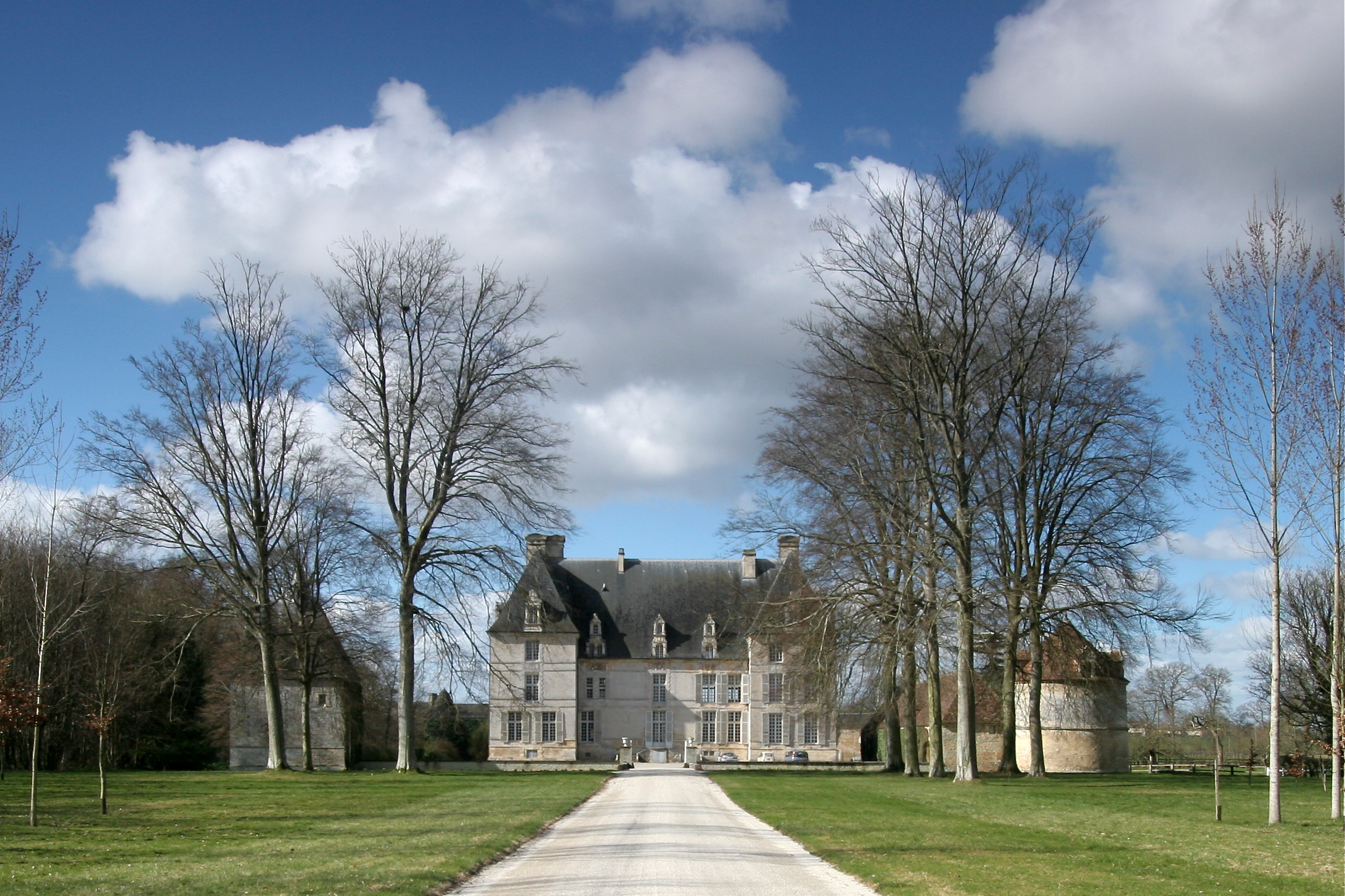
La façade orientale et l'allée.